# Dysolobium pilosum
Dysolobium pilosum là một loài thực vật có hoa trong họ Đậu. Loài này được (Willd.) Marechal miêu tả khoa học đầu tiên.